# Lauritz Wigand-Larsen
Lauritz Wigand-Larsen (Bergen, 1895. augusztus 24. – Bergen, 1951. június 4.) olimpiai ezüstérmes norvég tornász.
Ez első világháború után az 1920. évi nyári olimpiai játékokon, mint tornász versenyzett és szabadon választott gyakorlatokkal, csapat összetettben ezüstérmes lett.
Klubcsapata a Bergens TF volt.